# Блотниця (Зомбковицький повіт)
Блотниця (пол. Błotnica) — село в Польщі, у гміні Злотий Сток Зомбковицького повіту Нижньосілезького воєводства.
Населення — 166 осіб (2011).

## Демографія
Демографічна структура станом на 31 березня 2011 року:
|          | Загалом | Допрацездатний вік | Працездатний вік | Постпрацездатний вік |
| -------- | ------- | ------------------ | ---------------- | -------------------- |
| Чоловіки | 76      | 17                 | 54               | 5                    |
| Жінки    | 90      | 20                 | 51               | 19                   |
| Разом    | 166     | 37                 | 105              | 24                   |